# プストミティ
プストミティ（Пустомити、[uk]、地元発音：[uk]）は、ウクライナのリヴィウ州リヴィウ・ラヨンにある小都市。プストミティ都市フロマーダの行政中心地であり、リヴィウ市から19km南西に位置する。人口は2022年推定で9,372人。リヴィウ-ストリイ-チョプ鉄道線と地方道路T-1416（リヴィウ-メデニチ）の交差点にあり、リヴィウ都市圏の一部を形成する。

## 地理
プストミティはオピーリャ地方に位置し、シュチルカ川とその支流スタヴチャンカ川（ドニステル川水系）の間に広がる。市内には75の通りと3つの小路がある。面積は13.374km²。

### 気候
プストミティは湿潤大陸性気候に属する。年間平均気温は8.8℃。7月が最も暖かく（平均19.6℃）、1月が最も寒い（平均-3.0℃）。年間降水量は約852mmで、1月の湿度が最も高い（82.95%）。

## 歴史

### 初期
プストミティの地名は、かつてペレムィシュル公国とズヴェニホロド公国の境界にあった関税所（Мито、ミト）が重要性を失い、「空の関税」（Пусте Мито、プステ・ミト）に由来する。1417年、ミトコ村が300プラハ・グロシュで売却された記録が残る。1441年に公式文書で初言及され、1454年までにスタニスラウ・コリトコが所有していた。

### ポーランド・リトアニア共和国
1495年、リヴィウの副裁判官イヴァン・ディドゥシーツィキが所有。1570年の王領財産調査では、プストミティとマレチュコヴィチ村がシュチルカ川で区分されていた。1617年にはラファイウ・ディドゥシーツィキが所有し、1626年にタタール襲撃で荒廃した。

### ハプスブルク時代
1772年のポーランド分割によりハプスブルク帝国（後にオーストリア＝ハンガリー帝国）に併合。1787年、ヤクブ・ドミンスキが所有し、82世帯が居住。1820年には約80世帯、1844年には115戸（148部屋、54倉庫）があった。1848年に農奴制が廃止されたが、農民は土地使用権を巡る訴訟で苦しんだ。
1880年代、硫黄泉を活用した鉱泉リゾートが開業し、1914年まで運営された。1887年、瓦石灰の焼成炉が建設され、1879年のリヴィウ-ストリイ鉄道開通が産業を支えた。

### 20世紀
1910年、強風による火災で62世帯が焼失。1914年の第一次世界大戦でロシア軍が村を攻撃し、1915年に再び被害を受けた。1939年、ソビエト軍が占領し、1941年にナチス・ドイツが占領。1943年、フリンシケ工場近くにユダヤ人228人を収容する強制労働収容所が設置され、同年7月25日に202人が銃殺された。
1944年7月28日、ソビエト軍が再占領。1959年、プストミティ・ラヨンの中心となり、1988年に都市に昇格。2020年、行政改革でプストミティ・ラヨンが廃止され、リヴィウ・ラヨンに統合された。

## 人口
2022年の人口は9,372人（減少傾向）。2001年国勢調査では9,798人で、民族構成はウクライナ人97.52%、ロシア人1.38%、ポーランド人0.72%など。言語はウクライナ語98.60%、ロシア語1.13%、ポーランド語0.19%が主。

## 経済
主な産業は鉄筋コンクリート工場、冷間アスファルト製造、食品工業、硫黄泉、漁業（「カルパト水産」）。エレベーター企業（「オリヤル」「オリヴェイラ」）も活動する。

## 観光
2017年に設立された農業観光クラスター「ゴルボゴリ」は、地元農家や退役軍人により運営され、持続可能な地域発展を目指す。ヴィニャヴィ村には観光複合施設「職人の町」が計画中。自転車ルート（プストミティ-ラドヴァン-セミニウカ-ミロシェヴィチ-ヴィニャヴィ-旧採石場-ホロスノ-ラコヴェツ）は、木造教会やヤギ農場、洞窟などを巡る。

## 交通
プストミティはリヴィウ-ストリイ-チョプの電化双線鉄道上にあり、プストミティ駅とフリンア-ナヴァリヤ駅がある。リヴィウまで電車で20分、ムカチェヴォやトルスカヴェツにも接続。バスはリヴィウや周辺村を結ぶ。

## 教育
- プストミティ・リツェイ第1
- プストミティ・リツェイ第2（ヴァシル・クチャブスキー記念）
- 幼稚園3園（「ヴィノチョク」、第2、第3）[13]。

## 文化
1914年、タラス・シェフチェンコ生誕100周年を記念して像が建立されたが、1921年に破壊され、1990年に再建。プストミティ・リツェイ第2にはヴァシル・クチャブスキー博物館がある。ウクライナ・ハルィチナー軍戦士の記念碑（2018年）やウクライナ蜂起軍50周年記念碑も存在する。

## 著名人
- リューブコ・デーレシ（作家）
- ヴォロディミル・ゼイリク（軍人、1996-2017）
- ヴァシル・クチャブスキー（歴史家）
- オルハ・レヴィツィカ（女優、歌手）
- ヤロスラヴァ・メンクシュ（刺繍職人、1923-2015）
- ヴォロディミル・オルロウ（軍人、1989-2022）
- ナザール・ペプリク（軍人）
- ヴォロディミル・ステルニュク（ウクライナ・ギリシャ・カトリック教会指導者）
- オクサナ・サヴィツィカ（バンドゥーラ奏者）

## 姉妹都市
- ラトビア スミルテネ（2011年）
- ポーランド ジュラヴィツァ・グミナ
- ポーランド スタシュフ
- ポーランド リマヌフ
- ウクライナ ジョウクヴァ（2018年）[15]

## ギャラリー

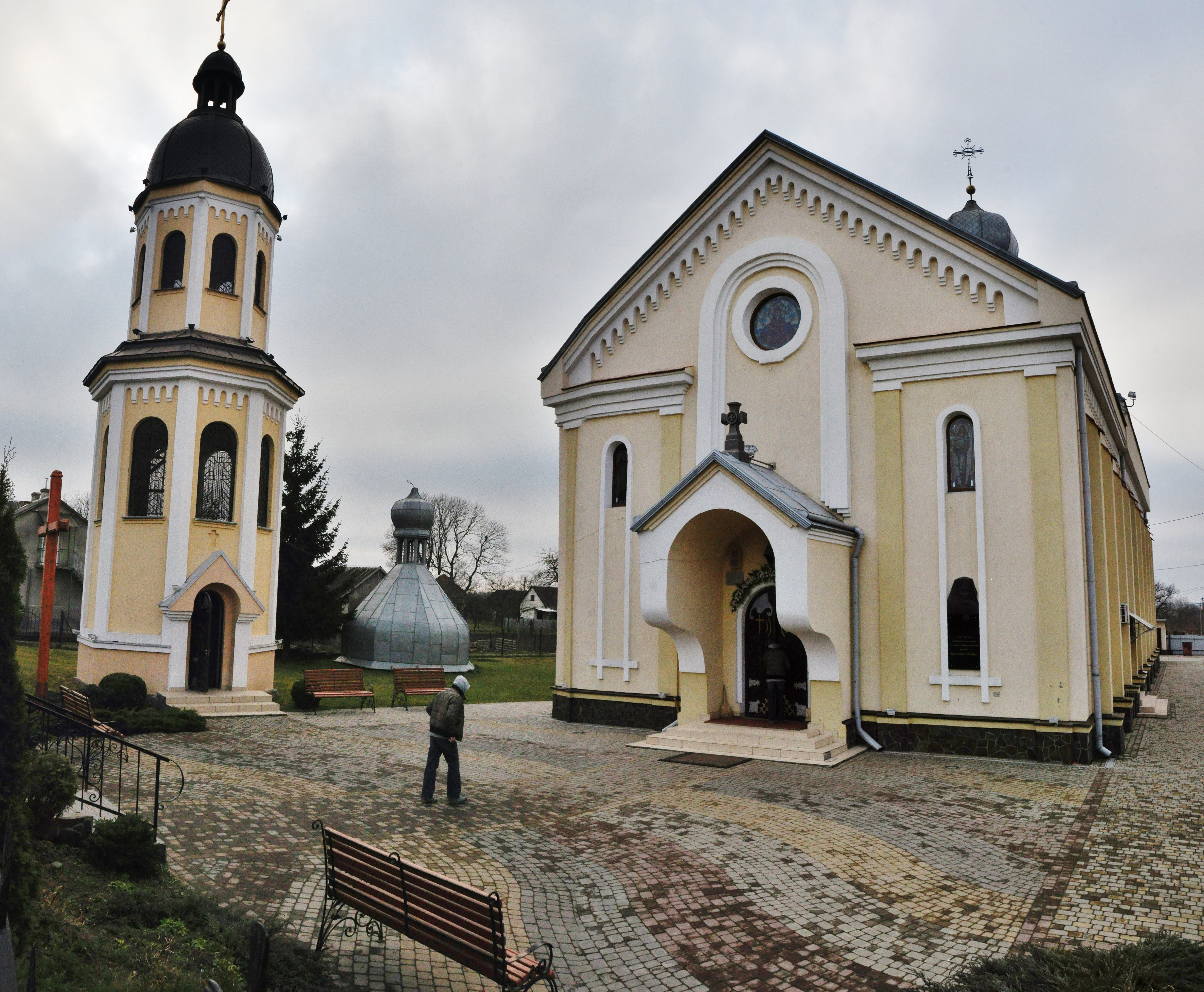
ウクライナ正教会（1908年）
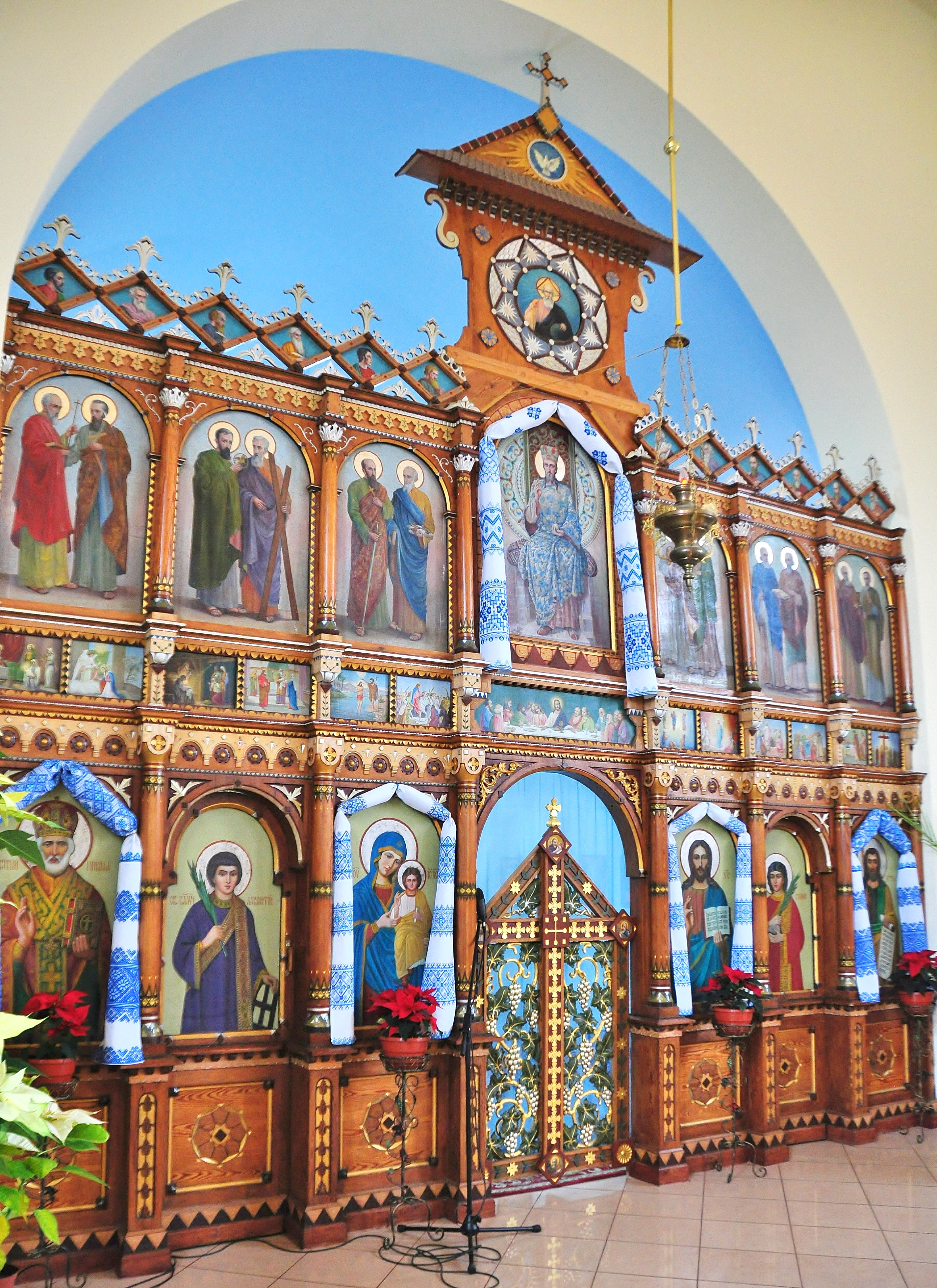
イコノスタシス
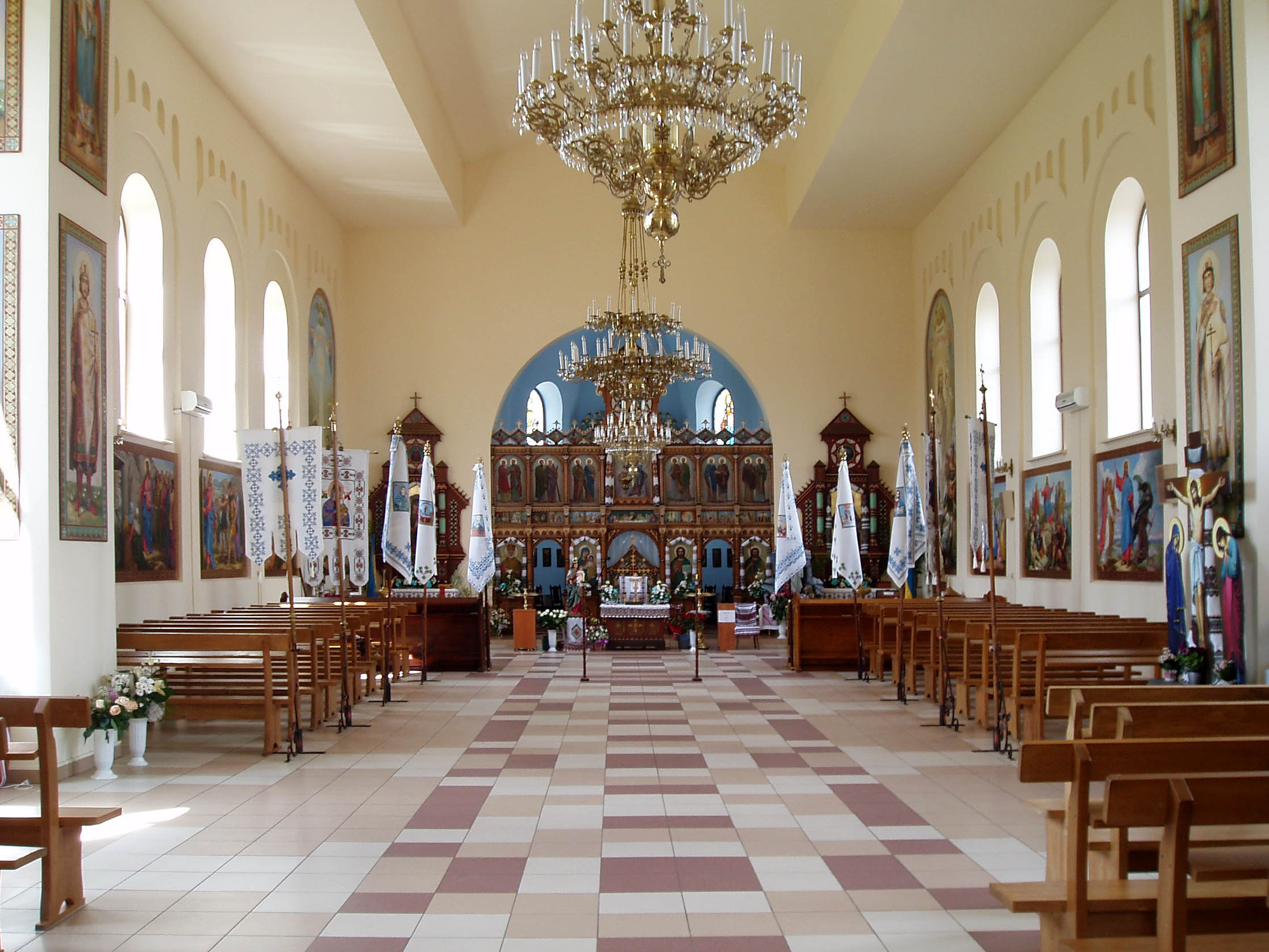
教会内部
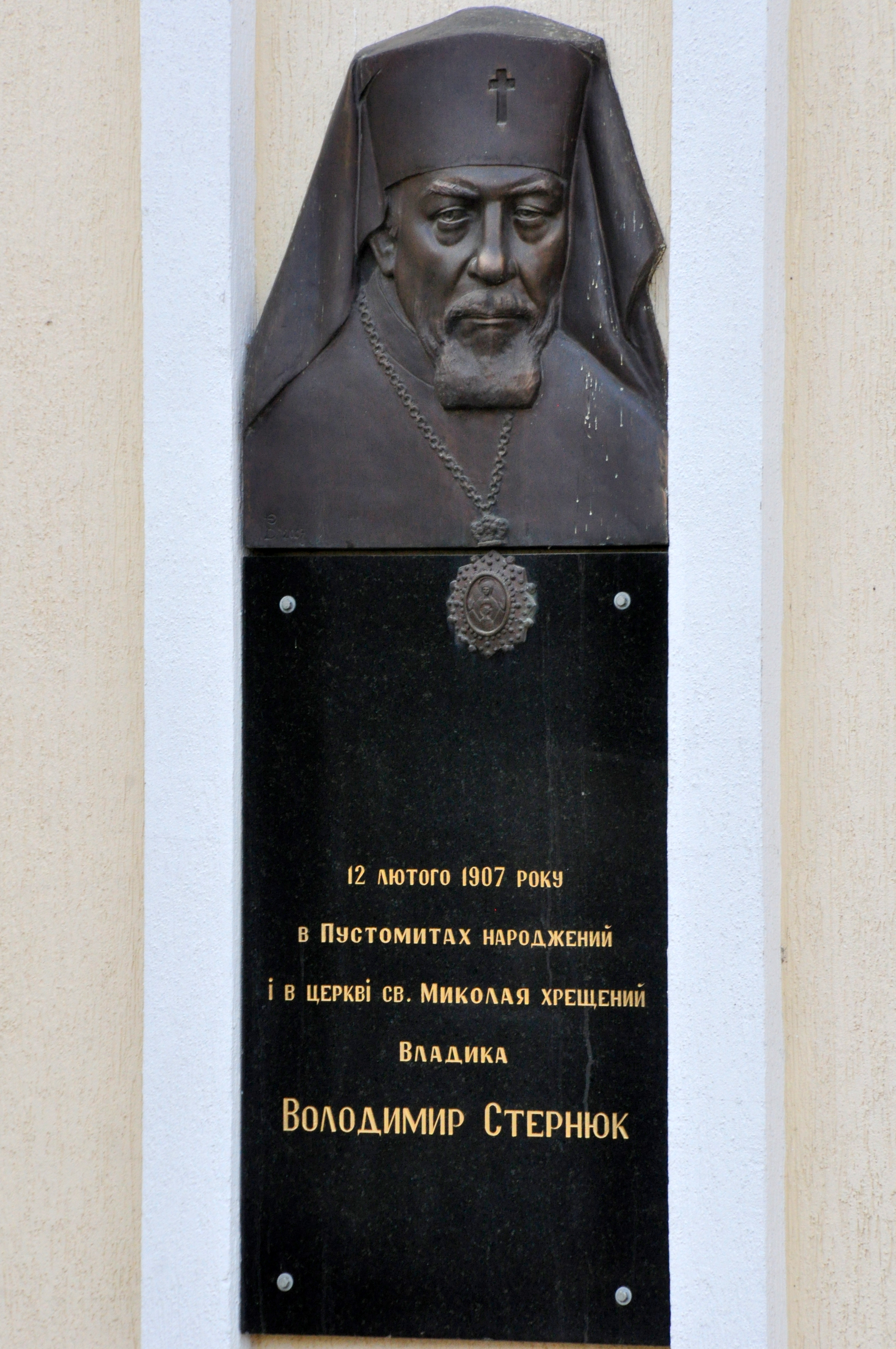
ヴォロディミル・ステルニュク記念碑
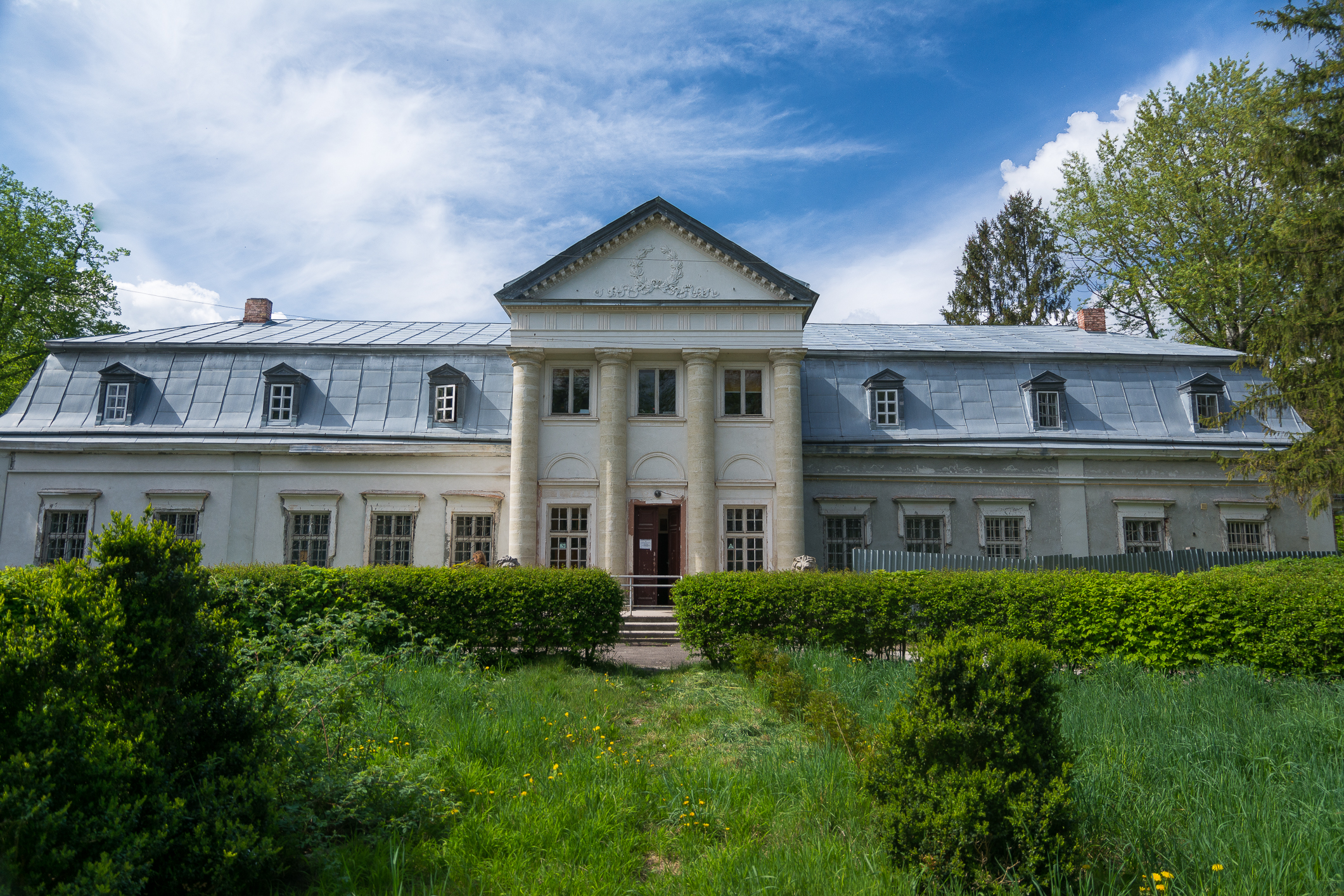
1930年代の宮殿
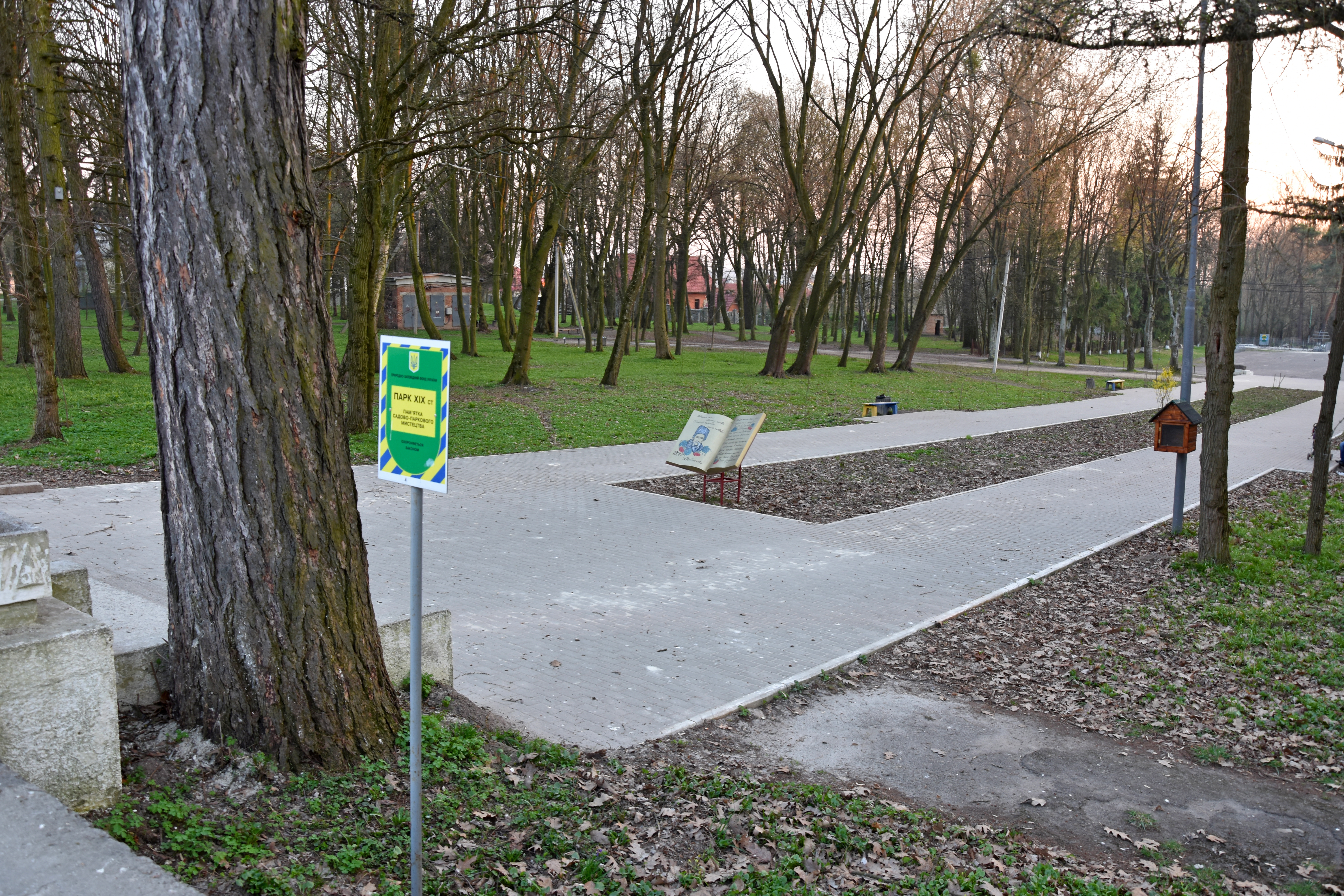
19世紀公園（2019年春）
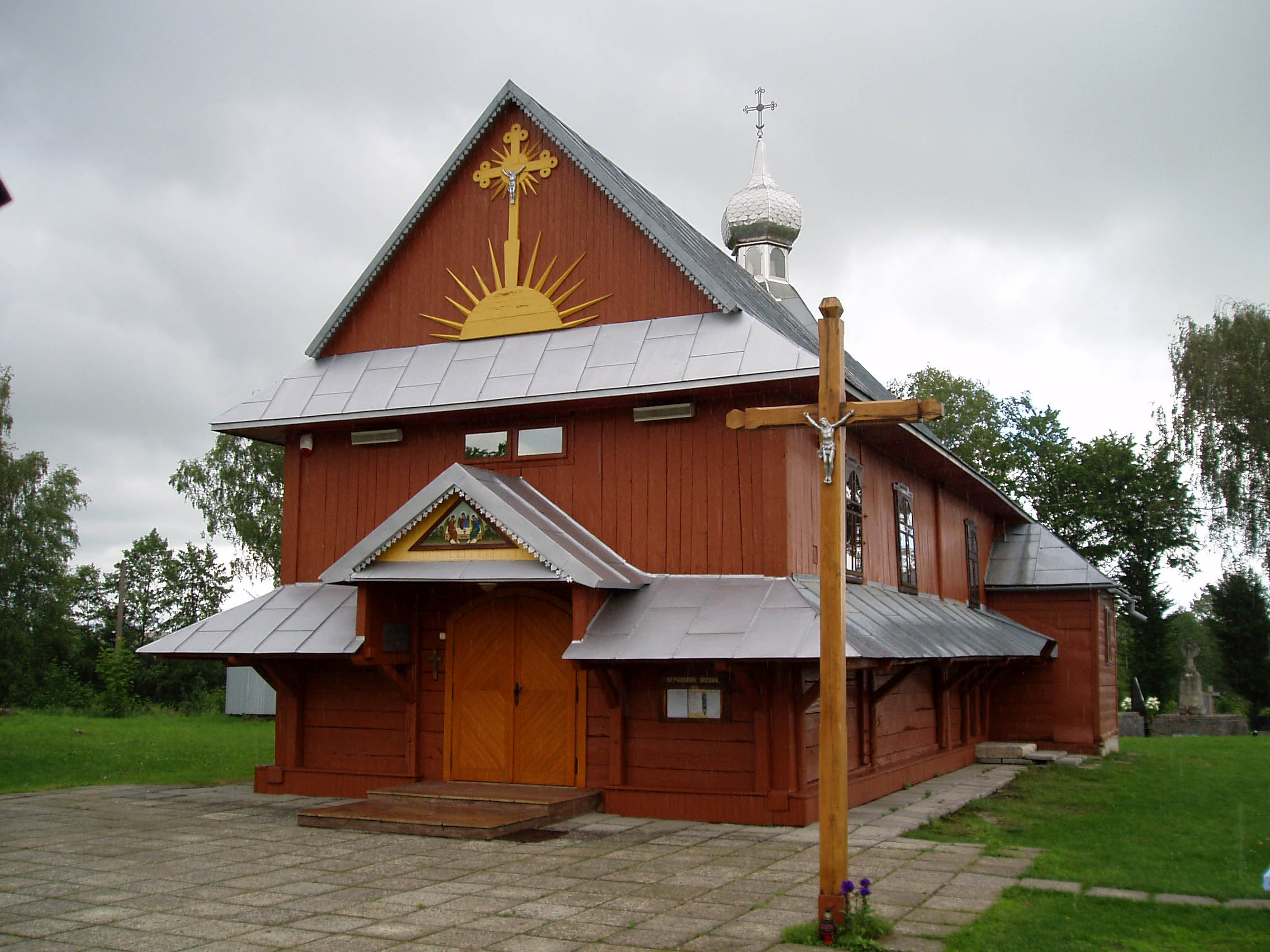
リスネヴィチの木造教会